# Ałonka
Ałonka (ros. Алонка) – osiedle w Rosji, w Kraju Chabarowskim, w rejonie wierchnieburieińskim. W 2021 liczyło 397 mieszkańców.